# Bandera de Gisclareny
La bandera oficial de Gisclareny té el següent blasonament:
Bandera apaïsada, de proporcions dos d'alt per tres de llarg, tricolor horitzontal: negre, groc i verd fosc.
Va ser aprovada el 27 de desembre de 2002 i publicada en el DOGC el 22 de gener de l'any següent amb el número 3805.